# أحمد عوض (خنفر)

تعديل مصدري - تعديل

أحمد عوض هي إحدى قرى عزلة جعار بمديرية خنفر التابعة لمحافظة أبين، بلغ تعداد سكانها 45 نسمة حسب تعداد اليمن لعام 2004.